# S Cassiopeiae
Désignations
S Cassiopeiae est une étoile variable de type Mira située dans la constellation de Cassiopée. Sa variabilité a été découverte en 1861 à l'observatoire de Bonn.
Elle fait partie des étoiles les plus froides connues. En effet, sa température effective est mesurée à 1 800 K. D'après la dernière mesure de sa parallaxe par le satellite Gaia, l'étoile se situe à 951 ± 82 pc (∼3 100 al) de la Terre.

## Distance
Les premières mesures de la distance de S Cassiopeiae ont été faites via photométrie infrarouge, ce qui a donné une distance à la Terre estimée entre 1 860 et 2 770 années-lumière. Grâce à la deuxième publication des données astrométriques du satellite Gaia, la Gaia Data Release 2, une parallaxe de 0,8585 ± 0,1626 milliseconde d'arc par an a pu être estimée, indiquant une distance d'environ 1 200 pc (∼3 910 al), mais les observations ont un niveau de bruit très élevé et sont considérées comme peu fiables. 
Une étude de McDonald et al. publiée la même année suggère une distance d'environ 460 pc (∼1 500 al), qui est préférée. La troisième édition du catalogue Gaia (EDR3), qui couvre une plus longue période de mesure que la deuxième édition (DR2), donne une parallaxe plus précise de 1,0515 ± 0,0907 milliseconde d'arc, ce qui indique une distance de 951 ± 82 pc (∼3 100 al).

## Type spectral

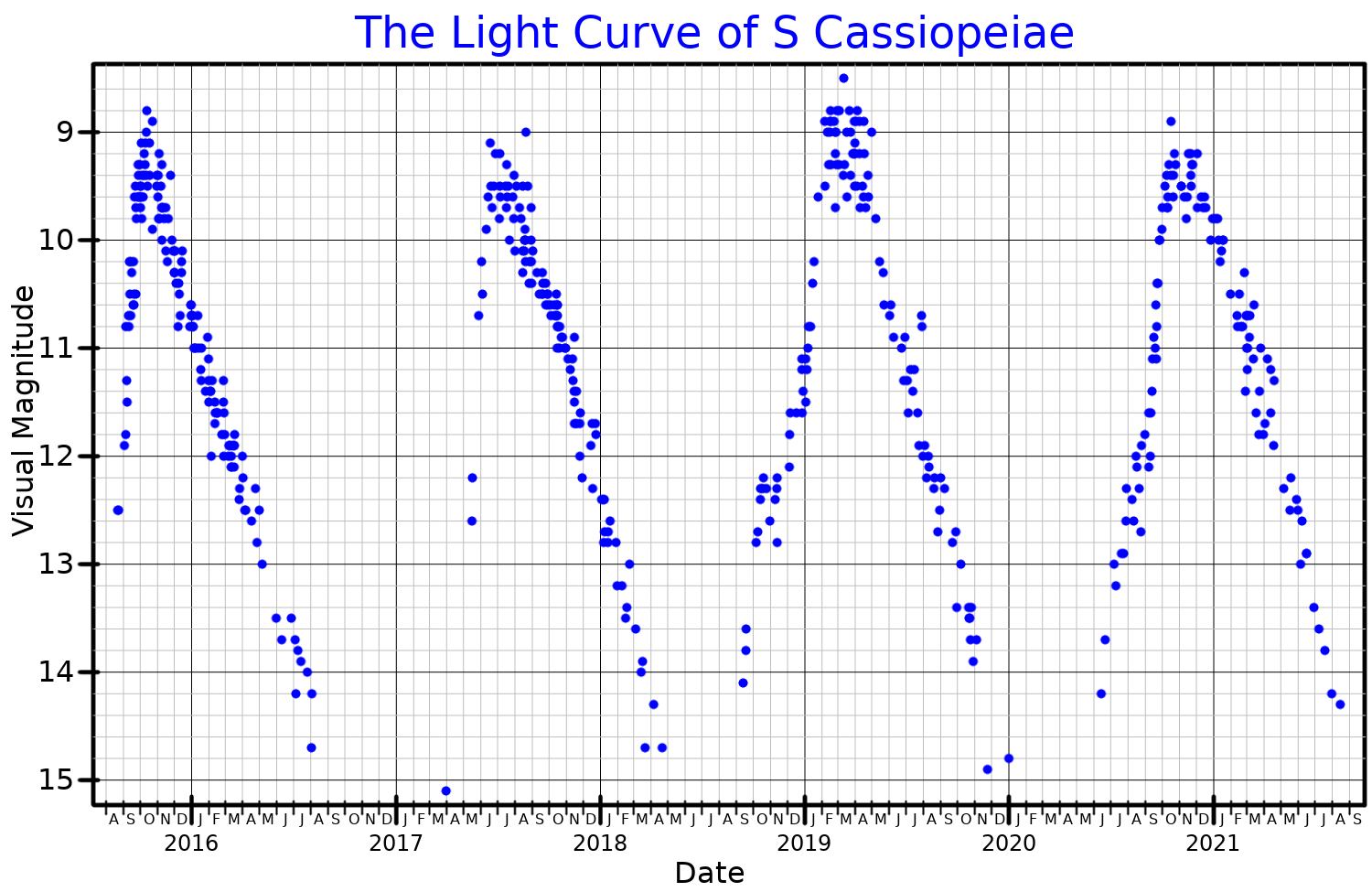
Courbe de lumière de S Cassiopeiae, réalisée à partir des données de l'AAVSO en bande V.

Avec un type spectral de S3,4e-S5,8e, S Cassiopeiae est une étoile de type S similaire à χ Cygni. Ce type d'étoile est sur la branche asymptotique des géantes dans le diagramme de Hertzsprung-Russell. Elles sont similaires aux étoiles de classe stellaire M si ce n'est que les raies spectrales d'oxydes métalliques dominantes sont celles associées aux métaux de la cinquième colonne du tableau périodique comme le zirconium ou l'yttrium[Pas dans la source] qui se forment via le processus s. Une autre caractéristique de cette classe d'étoiles est la perte de masse élevée, qui dans le cas de S Cassiopeiae, est estimée à un flux 1,8 × 10−6 M☉/an-1.

## Caractéristiques
Le rayon de S Cassiopeiae est estimé à 934 R☉ ; si elle était placée au centre du système solaire, son diamètre s'étendrait au-delà de l'orbite de Mars et de la ceinture d'astéroïdes. Elle fait partie des étoiles les plus froides connues. En effet, sa température effective est mesurée à 1 800 K, ce qui est exceptionnellement froid pour n'importe quelle étoile. Sa luminosité bolométrique est de 5 210 L☉.
S Cassiopeiae est une étoile variable de type Mira, un type de variables pulsantes dont la luminosité visuelle varie sur plusieurs magnitudes apparentes et qui possèdent une période et une amplitude relativement régulières. Sa magnitude apparente varie entre 7,9 et 16,1 sur une période moyenne de 608,2 jours. Les variables de type Mira sont des étoiles aux derniers stades de l'évolution stellaire dont l'instabilité provient de pulsations à leur surface, provoquant des changements de couleur et de luminosité. Certaines d'entre elles, dont S Cassiopeiae, montrent une émission de maser de monoxyde de silicium (SiO).